# Botswana International 2023
Die Botswana International 2023 im Badminton fanden vom 23. bis zum 26. November 2023 in der Alnur International School in Gaborone statt. 

## Sieger und Platzierte
| Disziplin    | Gold                                 | Silber                                                      | Bronze                                |
| ------------ | ------------------------------------ | ----------------------------------------------------------- | ------------------------------------- |
| Herreneinzel | Georges Paul                         | Somi Romdhani                                               | Nadeem Dalvi                          |
| Herreneinzel | Georges Paul                         | Somi Romdhani                                               | Søren Hald                            |
| Dameneinzel  | Nurani Ratu Azzahra                  | Madhumitha Sundarapandian                                   | Kate Ludik                            |
| Dameneinzel  | Nurani Ratu Azzahra                  | Madhumitha Sundarapandian                                   | Fadilah Mohamed Rafi                  |
| Herrendoppel | Keane Chok Ken Wei Andy Yew Tung Kok | Lucas Douce Khemtish Rai Nundah                             | Ahmed Nibal Mohamed Ajfan Rasheed     |
| Herrendoppel | Keane Chok Ken Wei Andy Yew Tung Kok | Lucas Douce Khemtish Rai Nundah                             | Nashfan Mohamed Hussein Zayan Shaheed |
| Damendoppel  | Amy Ackerman Deidre Laurens          | Aminath Nabeeha Abdul Razzaq Fathimath Nabaaha Abdul Razzaq | Husina Kobugabe Gladys Mbabazi        |
| Damendoppel  | Amy Ackerman Deidre Laurens          | Aminath Nabeeha Abdul Razzaq Fathimath Nabaaha Abdul Razzaq | Fadilah Mohamed Rafi Tracy Naluwooza  |
| Mixed        | Georges Paul Kate Ludik              | Melvin Appiah Vilina Appiah                                 | Adham Hatem Elgamal Doha Hany         |
| Mixed        | Georges Paul Kate Ludik              | Melvin Appiah Vilina Appiah                                 | Caden Kakora Johanita Scholtz         |